# مجموعة بيانات فيشر

رسم تشعبي لمجموعة البيانات

مجموعة بيانات فيشر أو مجموعة بيانات زهرة السوسنة السوداء هي مجموعة بيانات من عدة متغيرات تم استخدامها وأصبحت مشهورة بفضل الإحصائي وعالم الاحياء رونالد فيشر عام 1936 في ورقته البحثية استخدام القياسات المتعددة في المشاكل التصنيفية كمثال على تحليل التميز الخطي.
يتم تسميتها أحيانا بمجموعة بيانات اندرسون عن السوسنة السوداء لأن ايدجار اندرسون هو من جمع البيانات التي تحلل تغيرات أزهار ثلاث أنواع من السوسنة السواداء  